# Olgus
Olgus či Volcus, Holcus byl údajný moravský král. Podle pozdní moravské tradice (Tomáš Pešina z Čechorodu a Jan Jiří Středovský) se stal moravským králem se souhlasem papežského stolce Olgus, kníže z Rusi. Měl na počátku své vlády sídlit na Velehradě a později v Olomouci. Vládnout měl přibližně v letech 923–944.
Olgus se údajně měl narodit knížeti Kyjevské Rusi Olegovi, který vládl v Novgorodě a od roku 882 v Kyjevě, a jeho ženě, kněžně neznámého jména. Olgus měl být se svojí družinou vypuzen z Rusi a měl najít pohostinství na dvoře moravského krále. Tam měl přijmout se svojí družinou i křest.
Po korunovaci na Velehradě měl moravský panovník Olgus nejprve ztratit část Dolní Moravy (jižní Nitransko), když maďarské vojsko obsadilo území na hranicích Moravského království. Měl čelit maďarskému vojsku procházejícímu Moravou plenit Sasko římského císaře Jindřicha I. Ptáčníka. Později si měl pozvat ku pomoci ruské a polské vojsko a zpočátku úspěšně bojovat s Maďary. Ke konci války měl být ale poražen a uchýlil se údajně do Olomouce. Někdy v té době se moravský panovník (Olgus?) zavázal platit Maďarům mírový tribut.
Po ztrátě Vislanska, které zřejmě dobyl český kníže Boleslav I., měl Olgus odejít se svojí družinou a s částí duchovenstva do Polska a dále měl pokračovat na Rus. Ke křesťanství měl přivést kněžnu Kyjevské Rusi Olgu. Podle pověstí byl předkem moravského rodu Žerotínů.
Podle Havlíka je možné, že Jan Jiří Ignác Středovský a Tomáš Pešina z Čechorodu čerpali pro pozdní moravskou tradici data z dnes nedochovaného moravského chronografu B, jehož existenci naznačuje Dalimilova kronika, i Mikuláš Čech a další (z moravského chronografu B pravděpodobně čerpal i spis Granum catalogi praesulum Moraviae a Povesť vremennych ljet) a král Olgus tedy mohl být skutečný. Do skutečných událostí po přepočtu zapadá v pozdní tradici mnoho různých dat (například: nástup Olga na moravský trůn se stal po přepočtu rokem 925, kdy poslední Mojmírovci utekli do exilu do Salcburku, ztráta Nitranska hned po nástupu na trůn (925) se shoduje s obsazením Nitranska Uhry a shoduje se vyplenění znojemského Hradiště sv. Hypolita s rokem maďarského nájezdu a po přepočtu se shoduje i úmrtí arcibiskupa Silvestra a další události). Jsou-li tedy data z pozdní moravské tradice pravdivá, tak roku 945, po úmrtí arcibiskupa Silvestra, Olgus opustil Moravu a vrátil se do Kyjevské Rusi. Vládce Moravy, který byl k roku 949 zmíněný Konstantinem VII. Porfyrogennetem ve spisu O Ceremoniích byzantského dvora, byl tak již Olgovým nástupcem.